# Сехіфенадин
Сехіфенадин — синтетичний препарат, що є похідним хінуклідину та належить до антигістамінних препаратів І покоління, для перорального застосування. Сехіфенадин уперше синтезований у колишньому Радянському Союзі у Всесоюзному науково-дослідному хіміко-фармацевтичному інституті імені Серго Орджонікідзе (нині ВАТ «ЦХЛС-ВНІХФІ») та допущений до застосування згідно з наказом МОЗ СРСР від 2 серпня 1984 року під торговою назвою «Бікарфен». По часу винайдення його класифікують як препарат І покоління, хоча сам автор Машковський Михайло Давидович вважав його першим представником препаратів ІІ покоління. Коли почали впроваджувати антигістамінні препарати ІІ покоління виявилося що в похідних хінуклідину багато відмінностей як від І так і від ІІ покоління, тому деякі автори виділяють їх як окремий клас.
Натепер зареєстрований в Україні під торговою назвою «Гістафен». Сехіфенадин використовується на території пострадянського простору (Латвія, Росія, Україна).

## Фармакологічні властивості
Сехіфенадин — синтетичний препарат, що є похідним хінуклідину та належить до групи антигістамінних препаратів. Механізм дії препарату полягає у селективному блокуванні Н1-рецепторів гістаміну, а також блокуванні м-холінорецепторів та серотонінових рецепторів(5HT1). Сехіфенадин має відмінність у механізмові дії на гістамінорецептори від інших протиалергічних препаратів — він не лише блокує дію гістаміну в тканинах, але й сприяє його руйнуванню в тканинах шляхом активації ферменту діаміноксидази, який розщеплює ендогенний гістамін. Препарат знижує спазм гладких м'язів кишечнику, судин та бронхів, чим сприяє бронходілятації, має виражені десенсибілізуючі і протисвербіжні властивості, запобігає збільшенню проникливості капілярів та має протинабрякові властивості. Сехіфенадин впливає на імунологічну активність організму, зменшує кількість антитілоутворюючих клітину селезінці, кістковому мозку та лімфатичних вузлах, та знижує підвищену концентрацію Імуноглобуліни класу A|імуноглобулінів A]] і G. Препарат погано проникає через гематоенцефалічний бар'єр та рідко викликає сонливість. На відміну від більшості інших антигістамінних препаратів, сехіфенадин не має проаритмогенної дії та має кардіопротекторні властивості. Сехіфенадин у порівнянні з хіфенадином має більш виражені протисвербіжні властивості, тому більш ефективний при різноманітних сверблячих дерматозах.

### Фармакокінетика
Сехіфенадин швидко всмоктується в шлунково-кишковому тракті, біодоступність препарату не досліджена. Максимальна концентрація сехіфенадину у крові досягається протягом 1-2 годин. Найвищі концентрації препарату спостерігаються в печінці, легенях та нирках. Сехіфенадин погано проникає через гематоенцефалічний бар'єр. Сехіфенадин проникає через плацентарний бар'єр. Даних за виділення сехіфенадину в грудне молоко немає. Препарат метаболізується в печінці шляхом окислення утворюючи неактивний метаболіт. Після прийому однократної дози 50 мг період напіввиведення складає 12 годин, після повторних доз скорочується до 5-8 годин. Виводиться з жовчю (50 % дози), більше 20 % — з сечею. Близько 30 % дози виводиться в незміненому вигляді, 40-50 % в вигляді метаболітів.

## Показання до застосування
Сехіфенадин застосовується при гострих та хронічних алергічних захворюваннях — при харчовій та медикаментозній алергії, полінозі, алергодерматозах (екзема, алергічний дерматит, червоний плоский лишай, нейродерміт), васкуліті, алергічному риніті та риносинусопатіях, набряку Квінке, кропив'янці та для профілактики і лікування загострення сезонних алергічних захворювань.

## Взаємодія з іншими лікарськими засобами
Сехіфенадин не підсилює пригнічуючої дії снодійних засобів і алкоголю нацентральну нервову систему.
Пацієнтам, які застосовують інгібітори моноамінооксидази, протипоказано застосування антигістамінних препаратів.

## Побічна дія
При застосуванні сехіфенадину нечасто спостерігаються сухість у роті, біль у животі, сонливість, головний біль. Рідко можуть спостерігатися підвищення апетиту, збудження, безсоння, почащення сечопуску, порушення менструального циклу. У лабораторних аналізах рідко може спостерігатися лейкопенія.

## Протипокази
Сехіфенадин протипоказаний при підвищеній чутливості до препарату, при нападі бронхіальної астми, при вагітності, у період годування грудьми. Препарат не застосовується в дитячому віці та одночасно з інгібіторами моноаміноксидази.

## Форми випуску
Сехіфенадин випускається у вигляді таблеток по 0,05 г.